# Таинство Пикассо
«Таинство Пикассо» (фр. Le Mystère Picasso, традиционный вариант перевода: «Тайна Пикассо») — 78-минутный документальный фильм, над которым летом 1955 года работали в Ницце режиссёр Анри-Жорж Клузо, оператор Клод Ренуар, монтажёр Анри Кольпи, композитор Жорж Орик и главный герой — художник Пабло Пикассо (с голым торсом, в одних шортах).
В фильме приоткрыта завеса тайны над творческим процессом Пикассо. Прямо перед камерой художник создаёт и уничтожает на стекле 15 оригинальных произведений: сначала монохромный эскиз, затем — яркие цветовые пятна, вереница усложнений и переосмыслений первоначального замысла. Клузо, знавший Пикассо с 1920-х годов, ставит его в жёсткие временные условия, доводя художника до крайней степени творческого напряжения.
У первых зрителей фильм вызвал неоднозначную реакцию. Андре Базен, например, писал, что фильм преподаёт нам урок того, что «наблюдение за работой художника не раскрывает секрета его искусства, тем более его гения». Он также отмечает абсолютную спонтанность творческих решений Пикассо, которая контрастирует с вполне традиционной кинематографией Клузо.
Тем не менее в 1956 г. жюри Каннского фестиваля присудило фильму Клузо свой специальный приз. Впоследствии фильм был признан вехой в истории документального кино. Современная «Британника» пишет, что у Клузо художник «ведёт себя как фокусник, показывая трюки со светом и кистью».